# Georgië op het Junior Eurovisiesongfestival 2013
Georgië nam deel aan het Junior Eurovisiesongfestival 2013 in Kiev, Oekraïne. Het was de zevende deelname van het land op het Junior Eurovisiesongfestival. De GPB was verantwoordelijk voor de Georgische bijdrage voor de editie van 2013.

## Selectieprocedure
Op 1 augustus 2013 maakte de Georgische openbare omroep bekend dat The Smile Shop het Kaukasische land zou vertegenwoordigen op het tiende Junior Eurovisiesongfestival. Met welk nummer de groep naar Kiev trok, werd pas duidelijk op 8 oktober 2013. De titel van het nummer was Give me your smile.

## In Kiev
Georgië trad als negende land op en eindigde op de vijfde plaats.
2007 · 2008 · 2009 · 2010 · 2011 · 2012 · 2013 · 2014 · 2015 · 2016 · 2017 · 2018 · 2019 · 2020 · 2021 · 2022 · 2023 · 2024
Armenië · Azerbeidzjan · Georgië · Macedonië · Malta · Moldavië · Nederland · Oekraïne · Rusland · San Marino · Wit-Rusland · Zweden